# Octaviano Longoria
Octaviano Librado Longoria Theriot (23 de marzo de 1905-2 de diciembre de 1986), fue un industrial, financiero y uno de los empresarios más importantes de México. Él y la familia Longoria fueron dueños de múltiples empresas en varias ramas y dominaron el comercio norte del país.

## Biografía
Octaviano Librado Longoria Theriot («Chito») nació en Nuevo Laredo, Tamaulipas, México el 23 de marzo de 1905 de padres Octaviano Longoria García (1871-1931) y Sara Hortencia Theriot. Se le apodó «Chito» durante su niñez. Estudió en Peirce College de Philadelphia (Pennsylvania, USA) por la fama de la escuela en excelencia educativa en los negocios.
Durante su juventud trabajó un tiempo como mensajero de Melmo National Bank de Laredo, donde empezó su interés por la Banca.

## Carrera
Después de regresar a Nuevo Laredo, se dedicó a ayudar a su padre Octaviano en el negocio familiar de abarrotes, primero al por menor y después al por mayor. Octaviano decidió terminar su interés por abarrotes, para ser distribuidor oficial de la cervecería Cuauhtémoc en Nuevo Laredo, Tamaulipas.

### Banco Longoria

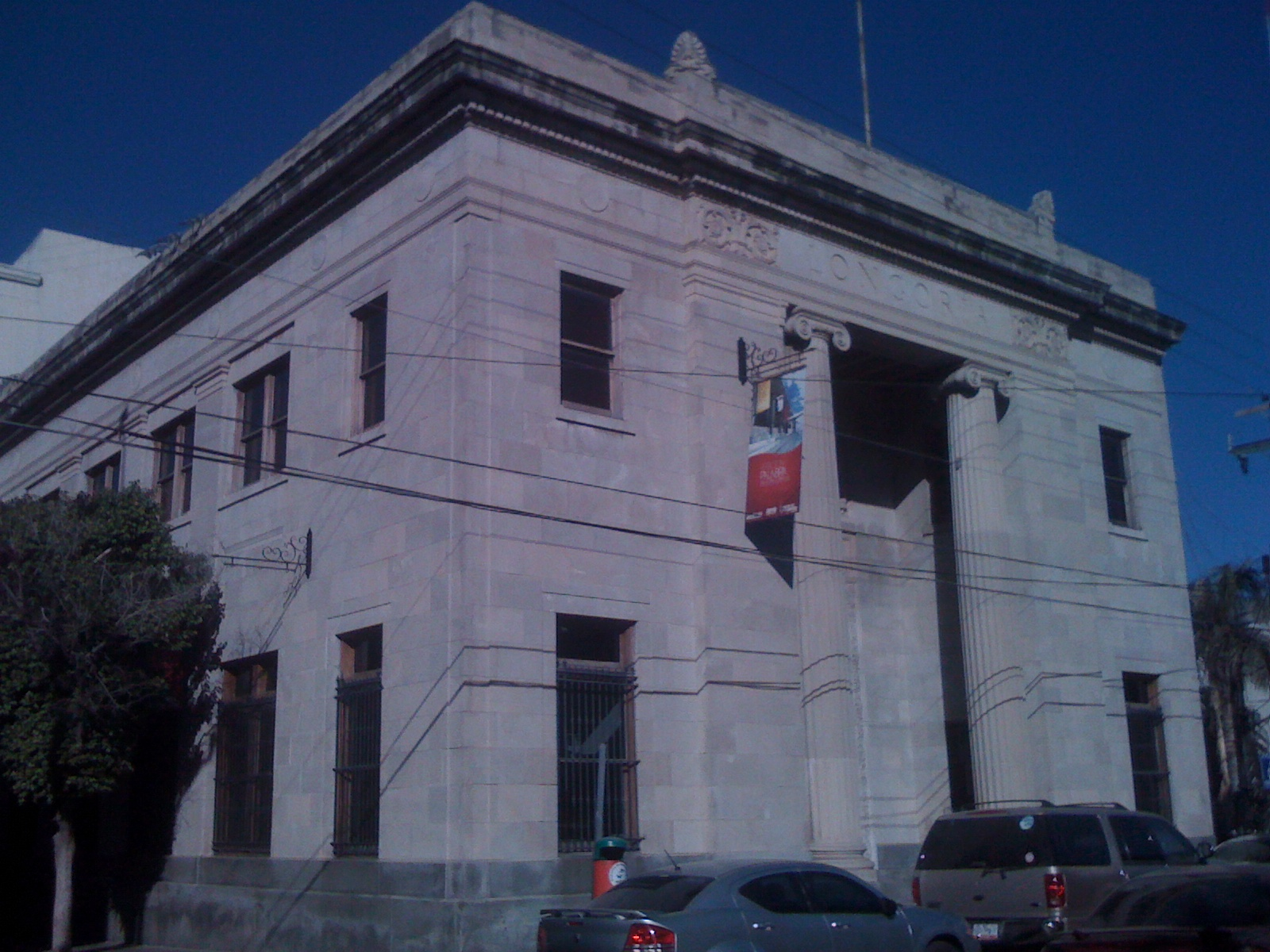
Banco Longoria de Nuevo Laredo.

Chito a los 21 años cofundó con Octaviano el Banco Longoria puesto que la familia requería un lugar apropiado donde tramitar sus negocios financieros. El mismo fue terminado en 1925 a un costo de 50 mil dólares, fue construido estilo neoclásico, con fachada clásica hecho de caliza traída de Indiana, Estados Unidos de América, interiores de mármol y ventanales de bronce. La razón de este diseño fue en gran medida porque Octaviano quería mostrar solidez y estabilidad en la recién fundada institución ya que en la memoria del público todavía están frescos los recuerdos de la entonces reciente Revolución mexicana que trajo mucha inestabilidad e incertidumbre financiera.
Durante la administración de Octaviano y Federico Longoria, el banco con 27 sucursales en el norte del país llegó a ser el número 17 de México en importancia financiera, hasta que el gobierno del presidente mexicano José López Portillo nacionalizó la banca, el 1 de septiembre de 1982.

### Industrias Unidas
En noviembre de 1930, Las fábricas de Jabón, Hielo y Aceite se incorporaron bajo el nombre de Industrias Unidas.

### ELSA
En 1965 Empresas Longoria S.A. fue formada para facilitar el manejo financiero de las múltiples empresas que el Grupo Longoria formó.

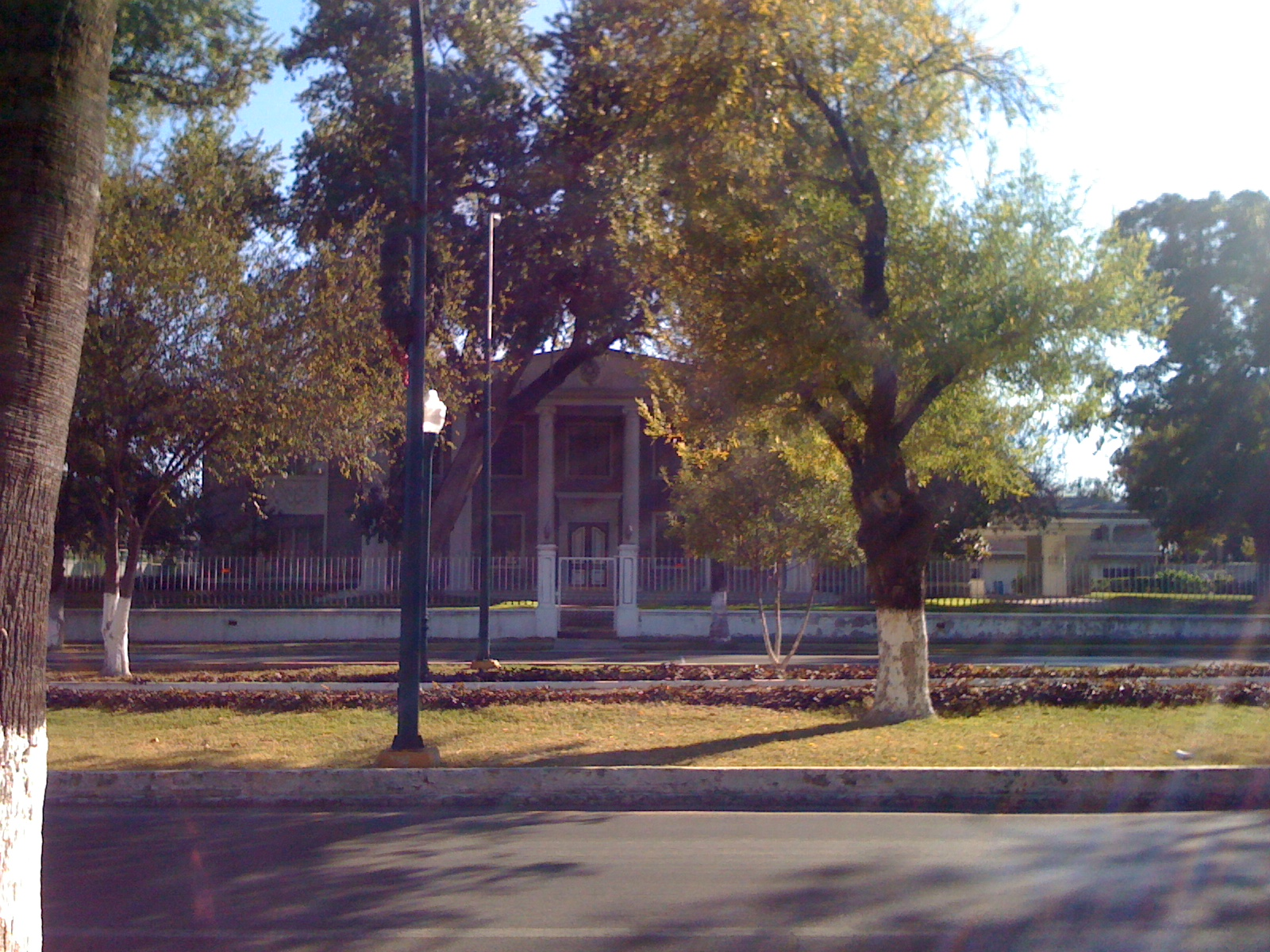
Mansión Longoria en Avenida Paseo Colón.

## Vida personal
Octaviano Longoria se casó el 18 de mayo de 1927 con Alicia Penn (15 de febrero de 1905-27 de febrero de 1963). Con Alicia tuvo 3 Hijos
- Sara Alicia Longoria Penn
- Octaviano Longoria Penn (8 de agosto de 1933)
- Gloria Longoria Penn

- Se casó con Jeanette Herman Luthy (

En honor a su madre Doña Sara Theriot, decidió construir en 1964 La Catedral de Nuevo Laredo Espíritu Santo que es ahora la sede de la Diócesis de Nuevo Laredo, se inauguró en 1968.
La Salud de Octaviano empezó a declinar después de que tuvo un accidente en 1982 al caer en una zanja al estar inspeccionando lo que en el futuro se convertiría en el Parque Industrial Longoria. A esto le siguieron varias problemas de salud, incluyendo, Esclerosis lateral amiotrófica, más conocida como enfermedad Lou Gehrig's, Octaviano murió el 2 de diciembre de 1986.

## Empresas Longoria

### Empresas Longoria S. A.
- Algodonera del Golfo S. A.
- Algodonera del Norte y Anexas S. A.
- Algodonera Longoria S. A.
- Algodonera Monterrey S. A.
- Compañía Industrial de Matamoros S. A.
- Granos y Semillas del Golfo S. A.
- Industrias Unidas de California S. A.
- Industrias Unidas de Chiapas
- Industrias Unidas de Juárez
- Industrias Unidas de La Laguna
- Industrias Unidas de Michoacán
- Industrias Unidas de Monterrey
- Industrias Unidas de Nuevo Laredo
- Industrias Unidas del Norte
- Industrias Unidas del Pacífico

### Empresas Longoria Bienes Raíces
- Alfredo Longoria (Distribuidor de Gas)
- Almacenes Anáhuac
- Almacenes Sabinas
- Automotores Matamoros
- Automotriz Laredo
- Automotriz Reynosa
- Auto Reynosa
- City Ice Co.
- Espectáculos Laredo
- Inmuebles y Terrenos
- Laredo Autos S. A.
- Laredo Lumber & Supply Co.
- Maderera y Ferretera Reynosa
- Maderera Laredo
- Terrenos y Inversiones

### Bancos
- Banco Longoria
- Crédito Algodonera de México
- Financiera Fronteriza.